# Brailly-Cornehotte
Brailly-Cornehotte település Franciaországban, Somme megyében. Lakosainak száma 214 fő (2022. január 1.). Brailly-Cornehotte Le Boisle, Domvast, Estrées-lès-Crécy, Fontaine-sur-Maye, Froyelles, Gapennes, Gueschart és Noyelles-en-Chaussée községekkel határos.

## Népesség
A település népességének változása:
| Lakosok száma | 238  | 241  | 244  | 241  | 239  | 238  | 230  | 222  | 214  |
|               | 2013 | 2015 | 2016 | 2017 | 2018 | 2019 | 2020 | 2021 | 2022 |